# Andrés Gómez (basketspelare)
Andrés Gómez Domínguez, född 30 november 1913 i Guadalajara, död 26 juli 1991 i Mexico City, var en mexikansk basketspelare.
Gómez blev olympisk bronsmedaljör i basket vid sommarspelen 1936 i Berlin.